# Al Baxter

a Compétitions nationales et continentales officielles uniquement.

b Matchs officiels uniquement.
Alastair Kenneth Ewan Baxter dit Al Baxter, né le 21 janvier 1977 à Canberra, est un joueur de rugby à XV australien qui a joué avec l'équipe d'Australie de 2003 à 2009 au poste de pilier.

## Biographie
Il joue dans le Super 15 avec la franchise des New South Wales Waratahs. Il a disputé son premier test match en août 2003 contre l'équipe de Nouvelle-Zélande. Il a participé à la coupe du monde de 2003 (défaite en finale).

## Palmarès
- Deuxième de la coupe du monde 2003

## Statistiques en équipe nationale
- Nombre de matchs avec l'Australie : 69
- 5 points (1 essai)
- Nombre de matchs par année : 7 en 2003, 12 en 2004, 12 en 2005, 11 en 2006, 9 en 2007, 13 en 2008, 5 en 2009